# لیگ فوتبال آفریقا ۲۰۲۳
لیگ فوتبال آفریقا ۲۰۲۳ اولین دوره از جدیدترین مسابقات فوتبال باشگاهی آفریقا، لیگ فوتبال آفریقا بود که توسط کنفدراسیون فوتبال آفریقا (کاف) سازماندهی شده است.
این فصل به عنوان یک تورنمنت پیشرو برای نسخه کامل است که پس از یک سال تأخیر در فصل ۲۵–۲۰۲۴ آغاز می‌شود.

## پیش زمینه
این رقابت که در ابتدا در سال ۲۰۲۲ به عنوان سوپر لیگ آفریقا اعلام شد، قرار بود دارای ۲۴ تیم تقسیم شده به سه منطقه جغرافیایی و سیستم صعود و سقوط باشد. این رقابت از اوت تا اکتبر ۲۰۲۳ به تعویق افتاد و به لیگ فوتبال آفریقا تغییر نام داد و برای فصل افتتاحیه آن به صورت حذفی هشت تیمی تغییر یافت. این فصل قرار است پیشرو باشد، زیرا فرمت اعلام شده اولیه از سال ۲۵–۲۰۲۴ معرفی خواهد شد.

## برنامه مسابقات
برنامه‌ریزی مسابقات به شرح زیر است:
| مرحله         | قرعه‌کشی        | بازی رفت            | بازی برگشت          |
| ------------- | -------------- | ------------------- | ------------------- |
| یک‌چهارم نهایی | ۲ سپتامبر ۲۰۲۳ | ۲۰ تا ۲۲ اکتبر ۲۰۲۳ | ۲۴ تا ۲۵ اکتبر ۲۰۲۳ |
| نیمه نهایی    | ۲ سپتامبر ۲۰۲۳ | ۲۹ اکتبر ۲۰۲۳       | ۱ نوامبر ۲۰۲۳       |
| فینال         | ۲ سپتامبر ۲۰۲۳ | ۵ نوامبر ۲۰۲۳       | ۱۱ نوامبر ۲۰۲۳      |

## فرمت
هر مسابقه در دو بازی انجام می‌شود و هر تیم یک بازی را در خانه انجام می‌دهد. تیمی که در مجموع گل‌های بیشتری در دو بازی به ثمر برساند به دور بعد صعود خواهد کرد. اگر مجموع امتیازها مساوی باشد، قانون گل‌های خارج از خانه اعمال می‌شود، یعنی تیمی که در دو بازی خارج از خانه گل‌های بیشتری به ثمر برساند صعود می‌کند. اگر گل‌های خارج از خانه نیز مساوی باشد، وقت اضافه برگزار نمی‌شود و برنده‌ها در ضربات پنالتی مشخص می‌شوند.

## تیم‌ها
۸ تیم از سراسر آفریقا توسط کاف انتخاب شدند تا در لیگ فوتبال آفریقا شرکت کنند.
| سید ۱                                               | سید ۲                                    |
| --------------------------------------------------- | ---------------------------------------- |
| - الاهلی - الوداد - ماملودی سانداونز - اسپرانس تونس | - پترو اتلتیکو - مازمبه - انیمبا - سیمبا |

## نمودار
نمودار پس از قرعه کشی مرحله حذفی (یک‌چهارم نهایی، نیمه‌نهایی و فینال) که در ۲ سپتامبر ۲۰۲۳، ساعت ۱۶:۰۰ به وقت گرینویچ (۱۹:۰۰ به وقت محلی، یوتی‌سی ۳:۰۰+) در قاهره، مصر، دفتر مرکزی کاف برگزار شد، تعیین شد.
|  | یک‌چهارم نهایی    | یک‌چهارم نهایی    | یک‌چهارم نهایی | یک‌چهارم نهایی |       |                  | نیمه نهایی | نیمه نهایی | نیمه نهایی | نیمه نهایی |        |   | فینال | فینال | فینال | فینال |  |
|  |                  |                  |               |               |       |                  |            |            |            |            |        |   |       |       |       |       |  |
|  | انیمبا           | ۰                | ۰             | ۰             |       |                  |            |            |            |            |        |   |       |       |       |       |  |
|  | الوداد           | ۱                | ۳             | ۴             |       |                  |            |            |            |            |        |   |       |       |       |       |  |
|  | الوداد           | ۱                | ۳             | ۴             |       | الوداد (پ)       | ۱          | ۰          | ۱ (۵)      |            |        |   |       |       |       |       |  |
|  |                  |                  |               |               |       | الوداد (پ)       | ۱          | ۰          | ۱ (۵)      |            |        |   |       |       |       |       |  |
|  |                  | اسپرانس تونس     | ۰             | ۱             | ۱ (۴) |                  |            |            |            |            |        |   |       |       |       |       |  |
|  | مازمبه           | اسپرانس تونس     | ۰             | ۱             | ۱ (۴) | ۱                | ۰          | ۱          |            |            |        |   |       |       |       |       |  |
|  | مازمبه           |                  |               |               |       | ۱                | ۰          | ۱          |            |            |        |   |       |       |       |       |  |
|  | اسپرانس تونس     | ۰                | ۳             | ۳             |       |                  |            |            |            |            |        |   |       |       |       |       |  |
|  | اسپرانس تونس     | ۰                | ۳             | ۳             |       |                  |            |            |            |            | الوداد | ۲ | ۰     | ۲     |       |       |  |
|  |                  |                  |               |               |       |                  |            |            |            |            |        | ۲ | ۰     | ۲     |       |       |  |
|  |                  | ماملودی سانداونز | ۱             | ۲             | ۳     |                  |            |            |            |            |        |   |       |       |       |       |  |
|  | پترو اتلتیکو     | ماملودی سانداونز | ۱             | ۲             | ۳     | ۰                | ۰          | ۰          |            |            |        |   |       |       |       |       |  |
|  | پترو اتلتیکو     |                  |               |               |       | ۰                | ۰          | ۰          |            |            |        |   |       |       |       |       |  |
|  | ماملودی سانداونز | ۲                | ۰             | ۲             |       |                  |            |            |            |            |        |   |       |       |       |       |  |
|  | ماملودی سانداونز | ۲                | ۰             | ۲             |       | ماملودی سانداونز | ۱          | ۰          | ۱          |            |        |   |       |       |       |       |  |
|  |                  |                  |               |               |       | ماملودی سانداونز | ۱          | ۰          | ۱          |            |        |   |       |       |       |       |  |
|  |                  | الاهلی           | ۰             | ۰             | ۰     |                  |            |            |            |            |        |   |       |       |       |       |  |
|  | سیمبا            | الاهلی           | ۰             | ۰             | ۰     | ۲                | ۱          | ۳          |            |            |        |   |       |       |       |       |  |
|  | سیمبا            |                  |               |               |       | ۲                | ۱          | ۳          |            |            |        |   |       |       |       |       |  |
|  | الاهلی (گ.ز.)    | ۲                | ۱             | ۳             |       |                  |            |            |            |            |        |   |       |       |       |       |  |

## یک‌چهارم نهایی
بازی‌های رفت در روزهای ۲۰، ۲۱ و ۲۲ اکتبر و بازی‌های برگشت در ۲۴ و ۲۵ اکتبر ۲۰۲۳ برگزار می‌شود.
| تیم ۱        | نتیجه نهایی | تیم ۲            | بازی رفت | بازی برگشت |
| ------------ | ----------- | ---------------- | -------- | ---------- |
| سیمبا        | ۳–۳ (گ.ز.)  | الاهلی           | ۲–۲      | ۱–۱        |
| مازمبه       | ۱–۳         | اسپرانس تونس     | ۱–۰      | ۰–۳        |
| انیمبا       | ۰–۴         | الوداد           | ۰–۱      | ۰–۳        |
| پترو اتلتیکو | ۰–۲         | ماملودی سانداونز | ۰–۲      | ۰–۰        |

## نیمه نهایی
بازی‌های رفت در روز ۲۹ اکتبر و بازی‌های برگشت در روز ۱ نوامبر ۲۰۲۳ برگزار می‌شود.
| تیم ۱            | نتیجه نهایی | تیم ۲        | بازی رفت | بازی برگشت |
| ---------------- | ----------- | ------------ | -------- | ---------- |
| ماملودی سانداونز | ۱–۰         | الاهلی       | ۱–۰      | ۰–۰        |
| الوداد           | ۱–۱ (۵–۴ پ) | اسپرانس تونس | ۱–۰      | ۰–۱        |

## فینال
بازی رفت در روز ۵ نوامبر و بازی برگشت در روز ۱۱ نوامبر ۲۰۲۳ برگزار می‌شود.
| تیم ۱  | نتیجه نهایی | تیم ۲            | بازی رفت | بازی برگشت |
| ------ | ----------- | ---------------- | -------- | ---------- |
| الوداد | ۲–۳         | ماملودی سانداونز | ۲–۱      | ۰–۲        |